# あげいも

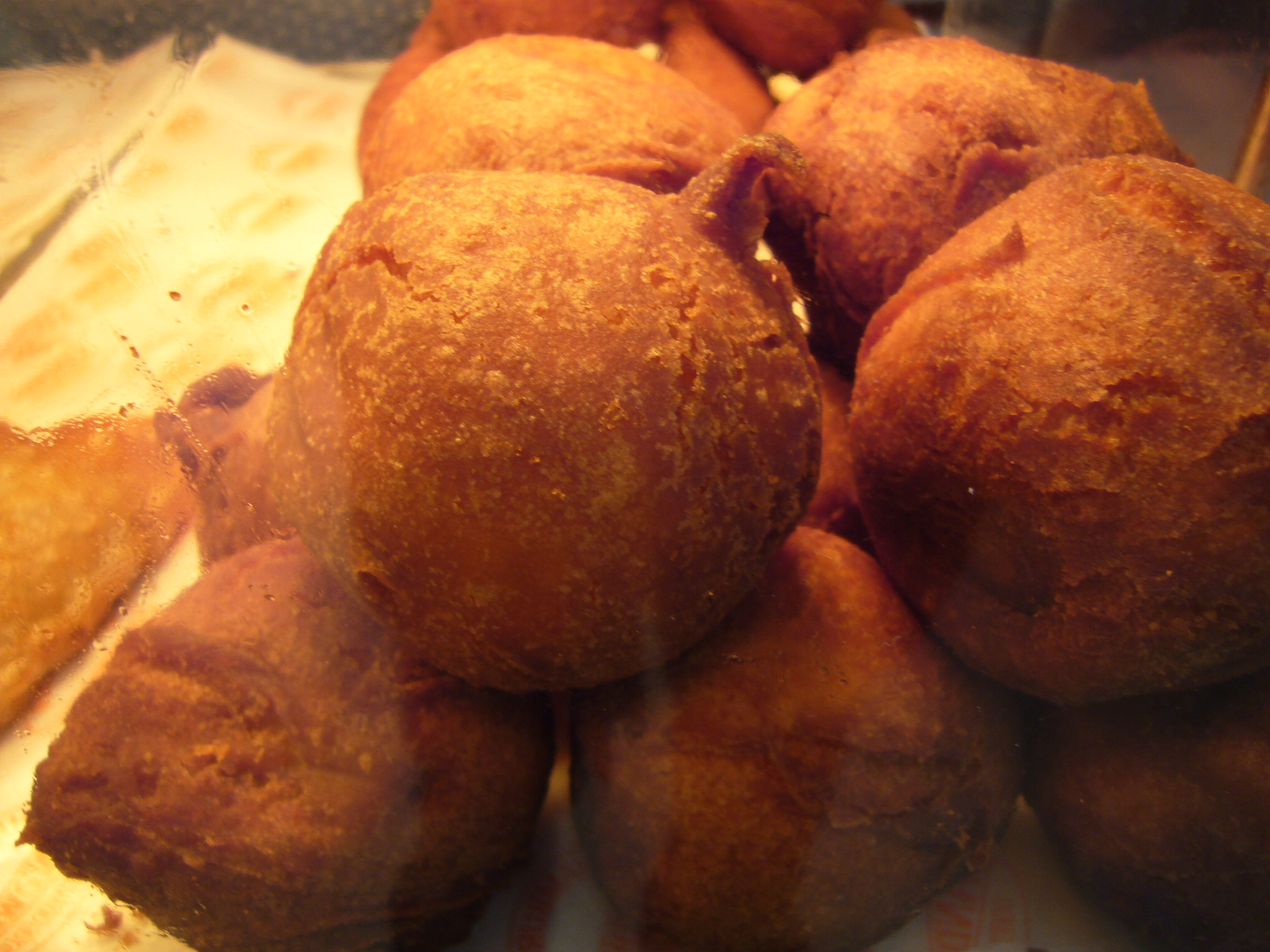
あげいも

あげいもは、ジャガイモを使用した揚げ物料理で、北海道のファーストフードである。

## 概要
北海道のご当地料理である。1968年に、国道230号・中山峠で働いていた女性従業員が、札幌市から各地へ向かう途中の休憩時の軽食として、アメリカンドッグをヒントとして、喜茂別町の特産品であるジャガイモを油で揚げて提供したことが始まりとされる。
皮をむいたジャガイモをまるごと使用する。茹でた、もしくはふかしたジャガイモに、ホットケーキミックスや、小麦粉に卵やベーキングパウダー・砂糖・牛乳・水などを混ぜた物を衣として、油で揚げる。ジャガイモは基本的に、羊蹄山麓で採れる男爵いもが用いられる。出来上がった衣の状態はアメリカンドッグ・フレンチドッグに似ている。太目の串や割り箸に3つほど刺さった形で売られることが多い。子供から高齢者まで、飽きの来ない味つけが、長期にわたって消費者たちに親しまれている理由と分析されている。
中山峠にある道の駅望羊中山では、当たりくじ付の棒に刺してあり、「元祖　峠のあげいも」と称して1968年より販売され名物となっている。また、他の業者でも製造され、北海道内各地の道の駅・パーキングエリア・イベント会場など各所で入手が可能である。
2025年3月、北海道を代表するローカルフードとして定着している点が評価されて、地域に根づいた食文化を提供する文化庁の「100年フード」に認定された。